# Oncidium
Oncidium é um gênero de orquídeas largamente distribuídas do México ao sul da América do Sul. Chuva-de-ouro é um dos nomes popularmente utilizados no Brasil para designar um grande grupo de espécies de orquídeas, outrora pertencentes ao gênero  e diversos outros gêneros de flores semelhantes. A principal característica deste gênero é a presença de um calo situado na base do labelo da flor.
As flores dos Oncidium, no entanto, podem ser amarelas, marrons, verdes, alaranjadas, brancas, róseas e não raramente tigradas. Outra característica presente em grande parte das espécies é que as pétalas e sépalas são bastante pequenas em relação ao labelo. Na maioria epífitas, seus pseudobulbos em grande parte das espécies são ovalados e achatados. Muito utilizados como flor-de-corte.

## Histórico
A família das orquídeas é muito extensa e dividida em mais de mil gêneros. Desde a criação do gênero Oncidium, por Sw. em 1800, o conceito do que seria um Oncidium mudou inúmeras vezes. Conforme os anos passaram e mais se estudaram as orquídeas, o gênero expandiu-se ou diminuiu em diversas ocasiões, sendo mais ou menos espécies atribuídas a ele. Gêneros bem conhecidos e estabelecidos no presente já foram considerados Oncidium no passado, por exemplo as Miltonia eram inicalmente consideradas por Rchb.f. espécies de Oncidium.
O gênero Oncidium por ser grande e muito variável, era a escolha perfeita para botânicos incluírem espécies recém descobertas sobre as quais não estavam muito seguros da classificação. Assim foi com diversos outros grandes e antigos gêneros de orquídeas, sendo outros exemplos de gêneros bem conhecidos, grandes e mal definidos, Maxillaria, Pleurothallis, Masdevallia, Bulbophyllum e Dendrobium. Todos estes inflaram até conterem mais de mil espécies, alguns mais de duas mil, subdivididos em dezenas de subgêneros e alliances (nome escolhido por autores que informalmente agrupam espécies em conjuntos sem que descrevam esses grupos segundos as normas botânicas de publicação) muitas vezes também mal definidos.
Inicialmente os botânicos trabalhavam apenas com a observação das plantas e flores, tentando separar grandes conjuntos de plantas da mesma família, e agrupar em conjuntos menores, plantas com características semelhantes. Ao longo dos anos mudou a importância atribuída a cada uma das caraterísticas das plantas entre os critérios de classificação. Passaram a observar os detalhes das estruturas reprodutivas, então as características do pólen, a quantidade de cromossomos, de modo a, progressivamente, conhecer melhor as plantas e também ter ferramentas mais úteis para separá-las. A partir da década de 1960, passaram e examinar a bioquímica das plantas e suas proteínas. Naturalmente todas estas camadas de conhecimento sucessivamente adicionadas a este grupo de plantas foi responsável por incontáveis alterações na classificação de suas espécies. A grande variabilidade das espécies de Oncidium permitiu que 1378 espécies fossem classificadas neste gênero em algum momento da história.
Desde meados dos anos 1990, os bioquímicos passaram a estudar mais os genes das orquídeas tentando agrupá-las conforme apresentassem pequenas diferenças genéticas, diferenças que progressivamente aumentaram conforme sofreram mutações em seu processo evolutivo (apesar da teoria ser conhecida desde a década de 1960, somente após 1990, com o barateamento e difusão do processo passaram a realizar análises em grande escala). À classificação baseada neste sistema dá-se o nome de filogenia.
Desde o começo da década de 2000, os filogenistas têm-se debruçado sobre os Oncidium. O resultado vem expresso em diversas publicações, desde 2001, nas quais são apresentadas profundas mudanças sobre os limites deste gênero. Há consenso na comunidade científica de que todas estas plantas devem ser separadas de Oncidium e classificadas em outros gêneros, porém ainda não há consenso quanto a maneira de dividir os novos gêneros. Há duas propostas em debate, uma apresentada pelo grupo da Universidade da Flórida que liderou as pesquisas, proposta aceita pelo Royal Botanic Garden. Em oposição à esta, há propostas dos taxonomistas, universidades e jardins botânicos de alguns países de onde estas plantas provém (por exemplo jardins botânicos de São Paulo e Rio) e também da Europa, que preferem separar os gêneros em grupos menores e com mais afinidade morfológica e não somente conforme as características genéticas das plantas, impossíveis serem percebidas facilmente, ou seja, dividir em grupos maiores como pretendem os filogenistas agruparia plantas de morfologia muito diversas em um mesmo gênero tornando difícil a classificação e delimitação de um gênero.
Independentemente do nome que seja preferido por qualquer dos dois grupos, sabe-se hoje que menos da metade das espécies de Oncidium aceitas ali permanecem classificadas, tendo-se que optar por uma ou outra das propostas apresentadas para todas as espécies restantes. No Brasil, segundo a classificação anterior, havia mais de 100 espécies de Oncidium. Hoje menos de uma dezena de espécies brasileiras ainda pode ser classificada neste gênero, que ficou restrito quase que apenas a espécies andinas, do norte da Amazônia e da América Central.
Segundo a proposta do grupo de pesquisadores da Flórida, as espécies do Brasil seriam em grande parte classificadas nos gêneros Psychopsis, Gomesa, Trichocentrum e Grandiphyllum. Os Jardins Botânicos de São Paulo e Rio dividem estes três gêneros em mais de uma dezena.

## Espécies deOncidiumaceitas para o Brasil
A lista abaixo corresponde às espécies aceitas pelo Royal Botanic Garden em consulta on-line feita em 18 de dezembro de 2012.
- Oncidium amabile (sem origem comprovada)
- Oncidium amazonicum
- Oncidium baueri
- Oncidium cristatelum (sem origem comprovada)
- Oncidium boothianum
- Oncidium fuscatum
- Oncidium heteranthum
- Oncidium huebneri
- Oncidium nigratum

A lista abaixo corresponde às espécies aceitas pelos Instituto de Botânica de São Paulo e Jardim Botânico do Rio de Janeiro em consulta on-line no site Flora Brasileira, elaborado por ambos e pelo CNPQ, feita em 18 de dezembro de 2012.
As listas são muito semelhantes. A ausência dos Oncidium amazonicum e O. huebneri na lista brasileira deve-se ao fato de os botânicos destas instituições classificarem ambas no gênero Sigmatostalix. O Oncidium fuscatum não é considerado uma espécie nativa do Brasil pelas instituições brasileiras.
- Oncidium baueri
- Oncidium boothianum
- Oncidium cristatellum  (sem origem comprovada)
- Oncidium culex (sem origem comprovada - recentemente descrita - por Kew é considerada sinônimo de outra espécie.)
- Oncidium heteranthum
- Oncidium nigratum
- Oncidium wittmannianum (sem origem comprovada - por Kew é considerada sinônimo de outra espécie.)